# H
H je deveta črka slovenske abecede.

## PomeniH
H je:
- simbol za kemijski element za vodik.
- v biokemiji je H enočrkovna oznaka za aminokislino histidin
- v fiziki je:
  - H - enota za lastno induktivnost
  - h - Planckova konstanta
- v glasbi ton na sedmi stopnji C-durove lestvice
- znak za uro (latinsko hora)